# Bez końca
Bez końca (polonès: Sense fi) és una pel·lícula del 1985 dirigida per Krzysztof Kieślowski i protagonitzada per Grażyna Szapołowska, Maria Pakulnis i Aleksander Bardini. La pel·lícula tracta sobre l'estat de la llei marcial a Polònia després de la prohibició del sindicat Solidarność el 1981. Kieślowski va treballar amb diversos col·laboradors habituals per primera vegada a Bez końca.

## Argument
El fantasma d'Antek Zyro, un advocat, trenca la quarta paret, explicant que va patir un atac de cor mentre conduïa i va morir en un accident de cotxe. Deixa enrere la seva dona, Urszula (anomenada "Ula"), i el seu fill Jacek. Un mes després, l'Ula rep una trucada telefònica de Joanna Stach, la dona de l'últim client del seu marit, Darek Stach. Ella demana els documents legals relatius al cas del seu marit, però l'Ula no els pot proporcionar. La Joanna recorda a l'Ula a Mieczyslaw Labrador, un advocat gran per al qual havia treballat Antek.
Més tard, l'Ula rebusca en els arxius del seu marit i descobreix fotografies d'ella nua amb la cara tallada. Es reuneix amb Tomek, un amic de l'Antek que li explica les fotografies. Dins dels arxius d'Anatek, troben una petita nota manuscrita, en la qual Darek demanava la representació legal d'Antek després de ser detingut per organitzar-se pel moviment Solidarność. Labrador es reuneix amb Darek a la seva cel·la de presó, en la qual discuteixen els motius del seu empresonament. Labrador accepta el seu cas, amb l'esperança de presentar Darek com un activista que creu que el govern polonès necessitava una reforma política. Tanmateix, Darek afirma que iniciarà una vaga de fam. En una festa de Nadal, l'Ula es troba amb la Marta Duraj, que havia conegut l'Antek quinze anys abans quan eren estudiants de dret.
En un bar local, l'Ula es troba amb un jove anglès. Comparteixen copes i ella se'l reuneix al seu apartament, on tenen sexe. De tornada a l'apartament de la Joanna, ambdues dones s'assabenten d'un nou sindicat, amb els companys dissidents de Derek implicats. Lluitant per fer front a la mort d'Antek, l'Ula es troba amb un psiquiatre, que intenta posar-la en tràngol perquè oblidi el seu marit. Tanmateix, durant la sessió, l'Ula veu el fantasma del seu marit. De tornada al seu apartament, l'Ula consola en Jacek que va tenir un malson sobre els seus pares.
Labrador torna a visitar amb Darek a la seva cel·la de la presó, en la qual disposa que membres del sindicat testimonïn en la seva defensa. Des de la perspectiva de Labrador, el sindicat pot defensar Darek, afirmant que no és cap amenaça per al govern polonès, i Darek tindrà la seva pena de presó reduïda. Tanmateix, Darek es compromet a romandre a la presó per poder continuar la seva vaga de fam. Labrador envia el seu aprenent d'advocat per informar en Darek de les seves opcions legals i el convenç de posar fi a la seva vaga de fam. Mentrestant, l'Ula torna a visitar el seu psiquiatre i assisteix a una vela encesa a la tomba del seu marit. Ella deixa en Jacek a la residència de la seva sogra.
En una vista del judici, el jutge suspèn la pena de presó de Darek. Després de l'ajornament del tribunal, Labrador anuncia la seva jubilació. L'Ula torna al seu apartament i es col·loca una cinta a la boca. S'apaga i es retroba amb el seu marit.

## Repartiment
- Grażyna Szapołowska com a Urszula Zyro
- Maria Pakulnis com a Joanna Stach
- Aleksander Bardini com a advocat Mieczyslaw Labrador
- Artur Barciś com a Darek Stach
- Danny Webb com a l’anglès
- Jerzy Radziwilowicz com a Antek Zyro
- Michal Bajor com a Miecio (alumne)
- Marek Kondrat com a Tomek, amic d'Antek
- Tadeusz Bradecki com a hipnotitzador
- Krzysztof Krzeminski com a Jacek Zyro
- Marzena Trybała com a Marta Duraj
- Adam Ferency com a Rumcajs (nom de guerre després de Rumcajs)
- Elzbieta Kilarska com la mare d'Antoni
- Jerzy Kamas com el jutge Biedron
- Hanna Dunowska com a Justyna
- Jan Tesarz com el pare de Joanna
- Andrzej Szalawski com a advocat

## Producció
La pel·lícula va ser la primera col·laboració escrita de Kieślowski amb el guionista Krzysztof Piesiewicz, que va coescriure els guions de totes les pel·lícules posteriors de Kieślowski, i la primera de les seves pel·lícules amb música de Zbigniew Preisner, que va proporcionar la banda sonora a la majoria de les pel·lícules posteriors de Kieślowski. Com en les seves partitures posteriors, la música de Preisner és referenciada explícitament pels personatges de la pròpia pel·lícula, en aquest cas amb el fill del personatge principal tocant el tema en un piano a casa.

## Recepció
Bez końca va rebre crítiques positives. En la seva ressenya a The A.V. Club, Noel Murray va considerar que la pel·lícula mereixia ser "comptada entre els seus clàssics reconeguts". Murray li va donar una puntuació A+.
En una entrevista, Kieślowski va dir més tard sobre la pel·lícula:
| « | "…fou rebuda terriblement a Polònia. Mai he tingut tanta animadversió per cap altra pel·lícula com aquesta. Va ser rebut terriblement per les autoritats; va ser rebut terriblement per la l'oposició, i va ser rebut terriblement per l'Església. És a dir, per les tres potències que hi ha a Polònia. Realment ens hem fet una golejada. Només un element no ens va donar golejades, i aquest va ser el públic... mai en la meva vida he rebut tantes cartes o trucades telefòniques sobre una pel·lícula de gent que no coneixia com després de Bez końca. I tots ells, de fet, no vaig rebre ni una mala carta ni trucada, van dir que havia dit la veritat sobre la llei marcial." | » |
| — Krzysztof Kieślowski a Stok, Danusia. Kieslowski on Kieslowski. London: Faber & Faber, 1993, p. 136–37., citat a | |   |

A la seva ressenya a Cinemania, Dan Jardine va escriure: "Bez końca és el punt de partida de Kieslowsk per Blau, ambdós són estudis esfereïdors i amb una magnífica visió de la lluita d'una dona per fer front a la mort dels éssers estimats en un context políticament més ampli. On es diferencien: tot i que és igualment desolador i trist, Blau troba una pau torturada, una esperança dolorosa, on Bez końca és una dolina gegant de la desesperació."
En la seva ressenya al Chicago Reader, Jonathan Rosenbaum va qualificar la pel·lícula de "concisa, suggerent i picant, amb actuacions sucoses de Bardini i Szapolowska".
A Rotten Tomatoes, la pel·lícula té un índex d'aprovació del 90% basat en 10 ressenyes